# 王之江
王之江（1930年11月21日—），男，原籍江苏常州，生于浙江杭州，中国物理学家。

## 生平
1930年生于浙江杭州，原籍江苏常州。1952年毕业于大连大学工学院物理系。中国科学院上海光学精密机械研究所研究员。1991当选为中国科学院院士（学部委员）。